# Karl Kani
Karl Kani (eigentlich Carl Williams) (* 1970 in San José, Costa Rica) ist Modeschöpfer und der Begründer und Präsident des gleichnamigen Hip-Hop-Fashionlabels.

## Leben
Aufgewachsen in Brooklyn begann Kani mit dem Entwurf von Mode im Alter von 16 Jahren, nachdem er in der Schneiderei seines Vaters das entsprechende Handwerk erlernt hatte. Im Jahr 1989 gründete er in Los Angeles die Modefirma Karl Kani. In den 90ern den Anfangsjahren des Unternehmens machte er bereits 80–100 Millionen USD Umsatz. In Deutschland kam das Unternehmen im Jahr 1999 bereits auf einen Umsatz von 80 Millionen DM. Ein großer Durchbruch gelang ihm mit der Werbekampagne mit Tupac im Jahr 1995. Ein Freund stellte den Kontakt zum aufstrebenden Künstler her. Tupac soll für die Kampagne kein Geld verlangt haben und die Frage nach den finanziellen Bedingungen des Werbedeals mit „Blacks don’t charge blacks“ kommentiert haben. Sein Label wird daraufhin von Größen der Hip Hop Szene wie Aaliyah, Biggie Smalls, Nas, Snoop Dogg getragen.